# The Forward Pass
Pour plus de détails, voir Fiche technique et Distribution.
The Forward Pass est un film américain réalisé par Edward F. Cline, sorti en 1929.

## Synopsis
Marty Reid, le quarterback vedette de l'équipe de l'université, est souvent mis sur la touche et il jure de ne plus jouer au football. Il va y être poussé par l'attitude d'Ed Kirby à son égard.

## Fiche technique
- Titre original : The Forward Pass
- Réalisation : Edward F. Cline
- Scénario : Howard Emmett Rogers
- Photographie : Arthur L. Todd
- Montage : Ralph Holt
- Société de production : First National Pictures
- Société de distribution : First National Pictures
- Pays de production :  États-Unis
- Langue originale : anglais
- Format : noir et blanc — 35 mm — 1,37:1 — son Mono (Western Electric Vitaphone sound-on-disc sound system) / il existe aussi une version muette
- Genre : Comédie dramatique
- Durée : 78 minutes - 7 246 pieds (version muette : 4 920 pieds)[1]
- Dates de sortie : 
  - États-Unis : 10 novembre 1929 (version sonore)
  - États-Unis : 1er décembre 1929 (version muette)[1]

## Distribution
- Douglas Fairbanks Jr. : Marty Reid
- Loretta Young : Patricia Carlyle
- Guinn Williams : Honey Smith
- Marion Byron : Mazie
- Phyllis Crane : Dot
- Bert Rome : Wilson, l'entraîneur de l'équipe
- Lane Chandler : Kane, l'entraîneur adjoint
- Allan Lane : Ed Kirby
- John Wayne : un figurant (non crédité)
- l'équipe de football de l'Université de Californie du Sud

## Chansons du film
- One Minute of Heaven, H'lo Baby, I Gotta' Have You et Huddlin : paroles et musique de Herb Magidson, Ned Washington et Michael H. Cleary